# Alyssum fragillimum
Alyssum fragillimum är en korsblommig växtart som först beskrevs av Antonio Baldacci, och fick sitt nu gällande namn av Karl Heinz Rechinger. Alyssum fragillimum ingår i släktet stenörter, och familjen korsblommiga växter. Inga underarter finns listade i Catalogue of Life.